# Engelram IV van Coucy
Engelram IV van Coucy (circa 1236 - 1311) was van 1250 tot aan zijn dood heer van Coucy, Oisy, Marle, Crèvecœur, Montmirail, La Fère, Crépy, Vervins en burggraaf van Meaux. Hij behoorde tot het huis Coucy.

## Levensloop
Engelram IV was de jongere zoon van heer Engelram III van Coucy en diens echtgenote Maria van Montmirail, vrouwe van Méaux, Montmirail, Oisy en La Fère. In 1250 volgde hij zijn overleden broer Rudolf II op als heer van Crécy. 
Engelram had een lomp en gewelddadig karakter. Zo liet hij in 1259 drie Vlaamse jonge edellieden die zonder toestemming in zijn bossen in Crécy aan het jagen waren zonder proces ophangen. Op bevel van koning Lodewijk IX van Frankrijk werd hij vervolgens gearresteerd en naar het Louvre gebracht, waar hij zich voor deze daad moest verantwoorden bij de koning en de belangrijkste Franse edelen. Uiteindelijk kreeg Engelram genade in ruil voor het betalen van een geldsom van 10.000 livres parisis, die gebruikt werd voor de bouw van het hospitaal van Pontoise, het klooster en de scholen van de dominicanen van de Rue Saint-Jacques en de Cordelierskerk van Parijs. Ook werd hij veroordeeld tot militaire dienst in Palestina, die hij met eigen middelen moest bekostigen, maar hij werd van deze veroordeling ontheven door Raoul II de Cierrey, bisschop van Évreux. In plaats daarvan moest Engelram 12.000 livres betalen aan de paus. Hierdoor was hij gedwongen om rijke landgoederen te verkopen, wat de belangrijkheid van de heerlijkheid Montmirail inperkte. 
Zijn eerste echtgenote was Margaretha, dochter van graaf Otto II van Gelre. Het huwelijk bleef kinderloos. Nadat hij weduwnaar geworden was, hertrouwde hij in 1288 met Johanna van Vlaanderen (overleden in 1334), dochter van graaf Robrecht III van Vlaanderen. Ook dit huwelijk bleef kinderloos.
In 1311 stierf heer Engelram IV van Coucy zonder erfgenamen na te laten. De heerlijkheid Coucy kwam vervolgens in handen van zijn neef Engelram V, zoon van Engelrams zus Alix en graaf Arnoud III van Guînes.